# Sergiu Cioban
Sergiu Cioban, né le 7 mars 1988 à Chișinău, est un coureur cycliste moldave.

## Palmarès
- 2006
  - Martigny-Mauvoisin juniors
- 2008
  -  Champion de Moldavie du contre-la-montre
  - 1re étape du Tour de la Creuse
  - 2e du championnat de Moldavie sur route
  - 2e du Tour de la Creuse
- 2009
  - 2e de La Gislard
  - 3e du Grand Prix des Carreleurs
- 2010
  -  Champion de Moldavie du contre-la-montre
- 2011
  -  Champion de Moldavie du contre-la-montre
  - 3e du championnat de Moldavie sur route
- 2012
  -  Champion de Moldavie du contre-la-montre
  - 1re étape de la Cupa Mun
  - 2e du championnat de Moldavie sur route
- 2013
  -  Champion de Moldavie du contre-la-montre
  - 2e étape de la Cupa Mun
  - Turul Dobrogei :
    - Classement général
    - Prologue et 2e étape

  - 2e du championnat de Moldavie sur route
  - 2e de Košice-Miskolc
- 2014
  -  Champion de Moldavie sur route
  -  Champion de Moldavie du contre-la-montre

## Classements mondiaux
| Année           | 2007 | 2008 | 2009 | 2010 | 2011 | 2012 | 2013 | 2014 |
| --------------- | ---- | ---- | ---- | ---- | ---- | ---- | ---- | ---- |
| UCI Europe Tour | 967e | 398e | 557e | 776e | 380e | 279e | 213e | 281e |